# Copa do Nordeste de Futebol Sub-20 de 2015
A Copa do Nordeste de Futebol Sub-20 de 2015 foi a sexta edição da Copa do Nordeste de Futebol Sub-20. Competição organizada pela CBF, sediada em Alagoas e disputado por equipes dos estados da Região Nordeste do Brasil.
Os representantes foram escolhidos pelas federações estaduais, de acordo com a classificação em seus Campeonatos da categoria.

## Regulamento
A Copa do Nordeste Sub-20 foi disputada nos mesmos moldes da competição profissional, com os primeiros colocados de cada grupo, juntamente aos três melhores segundos colocados, avançando para a segunda fase. Na sequência, os oito clubes formarão quatro grupos, em jogos somente de ida. Na terceira fase, apenas os quatro melhores continuam na briga, formando assim a semifinal. Os dois vencedores dos confrontos chegam à grande final.
De acordo com o regulamento do regional, os critérios em caso de empate no número de pontos ao término da primeira fase serão os seguintes:
1. Maior número de vitórias
2. Melhor saldo de gols
3. Maior número de gols pró
4. Confronto direto
5. Menor número de cartões vermelhos recebidos
6. Menor número de cartões amarelos recebidos
7. Sorteio

## Participantes
As 20 equipes foram divididas em cinco grupos, e apenas os líderes de cada grupo e os três melhores segundos colocados se classificam para a próxima fase. Para a competição, foram escolhidas cinco sedes e cada uma abrigará as partidas de um grupo.
| Grupo A (Maceio)                   | Grupo B (Arapiraca)                                    | Grupo C (Coruripe)                                  | Grupo D (Boca da Mata)                    | Grupo E (São Miguel dos Campos)                         |
| ---------------------------------- | ------------------------------------------------------ | --------------------------------------------------- | ----------------------------------------- | ------------------------------------------------------- |
| - Bahia - Campinense - Ceará - CRB | - Boca Júnior - Serrano-BA - Sport - Guarany de Sobral | - América de Natal - Confiança - Coruripe - Vitória | - ABC - Botafogo-PB - Fortaleza - Náutico | - Globo - Salgueiro - Santa Cruz - Vitória da Conquista |

## Fase de Grupos

### Grupo A
Primeira rodada
| 22 de novembro | Ceará          | 1 – 0 | CRB | Estádio Rei Pelé, Maceio                |
| 09:45          | Caio César 22' |       |     | Árbitro: AL Dênis Ribeiro Serafim (CBF) |

| 22 de novembro | Bahia                                                                                                | 10 – 2 | Campinense               | Estádio Rei Pelé, Maceio                             |
| 20:00          | Mário 3', 60' · Lourival 9', 63' · Cadu 31' · Peixoto 39', 54', 55' · Kaynan 44' · Vinicius 47' (GC) |        | Thiago Teixeira 74', 82' | Árbitro: AL Charles Hebert Cavalcante Ferreira (CBF) |

Segunda rodada
| 24 de novembro | CRB        | 1 – 3 | Bahia                                | Estádio Rei Pelé, Maceio                  |
| 10:00          | Jonata 61' |       | Mário 45+1' · Peixoto 57' · Cadu 61' | Árbitro: AL José Ricardo Laranjeira (CBF) |

| 24 de novembro | Campinense | 0 – 5 | Ceará                                        | Estádio Rei Pelé, Maceio       |
| 20:00          |            |       | Caio César 34', 77', 83', 89' · Franklin 73' | Árbitro: AL Júlio César Farias |

Terceira rodada
| 26 de novembro | Bahia | 0 – 1 | Ceará       | Estádio Rei Pelé, Maceio            |
| 10:00          |       |       | Betinho 24' | Árbitro: AL Rafael Carlos Salgueiro |

| 26 de novembro | Campinense | 0 – 2 | CRB                             | Estádio Rei Pelé, Maceio              |
| 18:00          |            |       | Rodrigo 55' · Douglas Xinxa 80' | Árbitro: AL Wilton Fernandes de Souza |

### Grupo B
Primeira rodada
| 22 de novembro | Guarany de Sobral | 0 – 6 | Sport                                                          | Estádio Coaracy Fonseca, Arapiraca  |
| 17:30          |                   |       | Ará 5', 60' · Adryelson 14' · Bala 17' · Ítalo 54' · James 84' | Árbitro: AL Rafael Carlos Salgueiro |

| 22 de novembro | Serrano-BA           | 2 – 1 | Boca Júnior | Estádio Coaracy Fonseca, Arapiraca   |
| 20:00          | Lucas 17' · Lula 82' |       | Rick 64'    | Árbitro: AL Gildson Bispo dos Santos |

Segunda rodada
| 24 de novembro | Boca Júnior                                  | 4 – 3 | Guarany de Sobral                      | Estádio Coaracy Fonseca, Arapiraca |
| 17:30          | Talles 17' · Thiago 22', 90+1' · Balbino 75' |       | Sávio 40' · Chilito 52' · Hermeson 59' | Árbitro: AL Jonatha de Souza       |

| 24 de novembro | Sport   | 1 – 1 | Serrano-BA | Estádio Coaracy Fonseca, Arapiraca  |
| 20:30          | Ará 83' |       | Lula 65'   | Árbitro: AL Sivaldo Valério Cândido |

Terceira rodada
| 26 de novembro | Serrano-BA                       | 3 – 1 | Guarany de Sobral | Estádio Coaracy Fonseca, Arapiraca   |
| 17:30          | Klysmann 47', 79' · Talisson 90' |       | Hermeson 18'      | Árbitro: AL Gildson Bispo dos Santos |

| 26 de novembro | Boca Júnior | 1 – 2 | Sport                | Estádio Coaracy Fonseca, Arapiraca      |
| 20:30          | Eduardo 26' |       | João 4' · Dayvid 62' | Árbitro: AL Hélder Brasileiro de Aquino |

### Grupo C
Primeira rodada
| 22 de novembro | Confiança | 1 – 3 | Vitória                 | Estádio Gerson Amaral, Coruripe |
| 17:30          | Iago 4'   |       | Léo Ceará 14', 26', 35' | Árbitro: AL Júlio Cesár Farias  |

| 22 de novembro | Coruripe | 0 – 0 | América de Natal | Estádio Gerson Amaral, Coruripe  |
| 20:00          |          |       |                  | Árbitro: AL José Ailton da Silva |

Segunda rodada
| 24 de novembro | Vitória | 0 – 0 | Coruripe | Estádio Gerson Amaral, Coruripe            |
| 17:30          |         |       |          | Árbitro: AL José Reinaldo Figueiredo (CBF) |

| 24 de novembro | América de Natal | 1 – 1 | Confiança    | Estádio Gerson Amaral, Coruripe      |
| 20:30          | Denilson 7'      |       | Hércules 45' | Árbitro: AL Gildson Bispo dos Santos |

Terceira rodada
| 26 de novembro | Coruripe                  | 2 – 0 | Confiança | Estádio Gerson Amaral, Coruripe |
| 17:30          | Cleicio 60' · Everton 63' |       |           | Árbitro: AL Júlio Cesar Farias  |

| 26 de novembro | América de Natal | 2 – 2 | Vitória        | Estádio Gerson Amaral, Coruripe  |
| 20:30          | Brendo 35', 44'  |       | Jhony 27', 50' | Árbitro: AL Charles Hebert (CBF) |

### Grupo D
Primeira rodada
| 22 de novembro | ABC | 0 – 0 | Botafogo-PB | Estádio Rubens Canuto, Pilar |
| 09:30          |     |       |             | Árbitro: AL Gustavo da Silva |

| 22 de novembro | Náutico | 0 – 1 | Fortaleza | Estádio Rubens Canuto, Pilar              |
| 16:15          |         |       | Bruno 59' | Árbitro: AL José Reinaldo Figueredo (CBF) |

Segunda rodada
| 24 de novembro | Fortaleza | 2 – 1 | ABC | Estádio Rubens Canuto, Pilar |
| 09:30          |           |       |     | Árbitro: AL                  |

| 24 de novembro | Botafogo-PB | 0 – 1 | Náutico      | Estádio Rubens Canuto, Pilar      |
| 16:15          |             |       | Manoel 90+1' | Árbitro: AL Mário Santos Oliveira |

Terceira rodada
| 26 de novembro | Fortaleza  | 1 – 1 | Botafogo-PB     | Estádio Rubens Canuto, Pilar    |
| 09:30          | Júnior 85' |       | Luccas Pato 28' | Árbitro: AL Gleiton Lins Vieira |

| 26 de novembro | Náutico                  | 2 – 0 | ABC | Estádio Rubens Canuto, Pilar               |
| 16:15          | Odilavio 20' · Ítalo 66' |       |     | Árbitro: AL José Reinaldo Figueiredo (CBF) |

### Grupo E
Primeira rodada
| 22 de novembro | Santa Cruz | 1 – 1 | Vitória da Conquista | Estádio Manoel de Amorim, São Miguel dos Campos |
| 09:30          | Carioca    |       | Léo                  | Árbitro: AL Gleiton Lins Vieira                 |

| 22 de novembro | Salgueiro | 0 – 0 | Globo | Estádio Manoel de Amorim, São Miguel dos Campos |
| 16:15          |           |       |       | Árbitro: AL Rafael Gomes dos Santos             |

Segunda rodada
| 24 de novembro | Salgueiro | 2 – 1 | Vitória da Conquista | Estádio Manoel de Amorim, São Miguel dos Campos |
| 09:30          |           |       |                      | Árbitro: AL                                     |

| 24 de novembro | Globo     | 1 – 0 | Santa Cruz | Estádio Manoel de Amorim, São Miguel dos Campos |
| 16:15          | André 32' |       |            | Árbitro: AL José Jaini Bispo                    |

Terceira rodada
| 26 de novembro | Vitória da Conquista | 0 – 6 | Globo                                                            | Estádio Manoel de Amorim, São Miguel dos Campos |
| 09:30          |                      |       | Alexsandro 13' · Juninho 20', 51' · Eduardo 40' · André 57', 70' | Árbitro: AL José Ailton da Silva                |

| 26 de novembro | Santa Cruz                             | 3 – 2 | Salgueiro            | Estádio Manoel de Amorim, São Miguel dos Campos |
| 16:15          | Victor 25' · Walter 73' · Anderson 83' |       | Vi 1' · Adailson 75' | Árbitro: AL Dênis Ribeiro Serafim (CBF)         |

- Obs: Apenas os 3 melhores segundos colocados, somando todos os grupos, irão avançar de fase. Os primeiros colocados de cada grupo têm classificação garantida para a 2ª fase da competição.